# Angulomastacator
Angulomastacator byl rod býložravého kachnozobého dinosaura, žijícího v období svrchní křídy (geologický věk/stupeň kampán, zhruba před 76,9 milionu let) na území dnešního Texasu v USA (souvrství Aguja). Typový druh A. daviesi byl formálně popsán paleontology Wagnerem a Lehmanem v roce 2009. 

## Popis
Tělesné rozměry tohoto hadrosaurida není možné na základě dosud známých fosilních pozůstatků přesněji určit. Mohl však být dlouhý zhruba 8 metrů a dosahovat hmotnosti několika tun.